# Aleja Jana Pawła II w Białymstoku
Aleja Jana Pawła II – ulica Białegostoku, biegnąca od granicy miasta z zachodu przez osiedla Starosielce, Bacieczki, Wysoki Stoczek, Słoneczny Stok, Antoniuk i Os. Młodych do ronda Ronalda Reagana u zbiegu ulic Wierzbowej, Hetmańskiej i Zwycięstwa. Jest częścią drogi wojewódzkiej nr 676.

## Pochodzenie nazwy
Szosa Żółtkowska w 1919 została włączona do m. Białystok.. W 1968 Miejska Rada Narodowa podjęła uchwałę w sprawie zmiany nazwy na ulicę Zwycięstwa (uchwała weszła w życie 18 września). Następnie w 1996 z części ul. Zwycięstwa wyłączono fragment od ronda Ronalda Regana, który nazwano aleją im. Jana Pawła II upamiętniającą Jana Pawła II.

## Otoczenie
Przy al. Jana Pawła II znajdują się m.in.:
- Domek Napoleona
- Metro Cash & Carry
- Centrum Handlowe Auchan Hetmańska
- Leroy Merlin
- Decathlon
- Hotel Turkus
- Hotel Leśny
- Niepaństwowa Wyższa Szkoła Pedagogiczna
- Biawar